# محمد رشيد رضا
محمد رشيد بن علي رضا ولد 27 جمادى الأولى 1282 هـ/23 سبتمبر 1865 في قرية "القلمون (لبنان)"، وهي قرية تقع على شاطئ البحر المتوسط من جبل لبنان وتبعد عن طرابلس الشام بنحو ثلاثة أميال، وتوفي بمصر في 23 جمادى الأولى 1354 هـ/22 أغسطس 1935م.
كان أبوه «علي رضا» شيخًا للقلمون وإمامًا لمسجدها، فعُني بتربية ولده وتعليمه. حفظ القرآن وتعلم مبادئ القراءة والكتابة والحساب، ثم انتقل إلى طرابلس، ودخل المدرسة الرشيدية الابتدائية، ثم المدرسة الوطنية الإسلامية بطرابلس التي كانت تهتم بتدريس اللغة العربية والعلوم العربية والشرعية والمنطق والرياضيات والفلسفة الطبيعية، وقد أسّس هذه المدرسة وأدارها الشيخ حسين الجسر، وكان يرى أنه من الضرورة لرُقي الأمة الجمع بين علوم الدين وعلوم الدنيا على الطريقة الأوروبية الحديثة مع التربية الإسلامية الوطنية، وهو حسيني النسب، مصري الإقامة، عراقي الأصل، شامي الولادة".
وحين أُغلقت المدرسة، توثقت صلة رشيد رضا بالشيخ الجسر، واتصل بحلقاته ودروسه، حيث أحاط الشيخ الجسر «رشيد رضا» برعايته، ثم أجازه سنة 1897 لتدريس العلوم الشرعية والعقلية والعربية، وفي الوقت نفسه درس «رشيد رضا» الحديث على يد «محمود نشابة» وأجازه أيضًا لرواية الحديث، كما واظب على حضور دروس نفر من علماء طرابلس مثل: الشيخ عبد الغني الرافعي، ومحمد القاوجي، ومحمد الحسيني، وغيرهم.
ويعتبر محمد رشيد رضا مفكرًا إسلاميًا من رواد الإصلاح الإسلامي الذين ظهروا مطلع القرن الرابع عشر الهجري. وبالإضافة إلى ذلك، كان صحفيا وكاتبا وأديبا لغويا. هو أحد تلاميذ الشيخ محمد عبده. أسس مجلة المنار على نمط مجلة «العروة الوثقى» التي أسسها الإمام محمد عبده، ويعتبر حسن البنا أكثر من تأثر برشيد رضا.

## رشيد رضا في لبنان
اتخذ رشيد رضا من قريته الصغيرة ميدانًا لدعوته الإصلاحية فكان يلقي الدروس والخطب في المسجد بطريقة سهلة بعيدة عن السجع الذي كان يشيع في الخطب المنبرية آنذاك۔ ويختار آيات من القرآن يحسن عرضها على جمهوره، ويبسط لهم مسائل الفقه، ويحارب البدع التي كانت شائعة بين أهل قريته.
وكان يذهب إلى الناس في تجمعاتهم في المقاهي التي اعتادوا على الجلوس فيها لشرب القهوة والنارجيلة ولم يخجل من جلوسه معهم ووعظهم وحثهم على الصلاة، وقد أثمرت هذه السياسة المبتكرة حين أقبل كثير منهم على أداء الفروض والالتزام بالشرع والتوبة والإقبال على الله۔ كما وبعث إلى نساء القرية من يدعوهن إلى درس خاص بهن، وجعل مقر التدريس في دار الأسرة، وألقى عليهن دروسًا في الطهارة والعبادات والأخلاق، وشيئًا من العقائد.

## الاتصال بالأستاذ الإمام
في الفترة التي كان يتلقى فيها رشيد رضا دروسه في طرابلس كان الشيخ محمد عبده قد نزل بيروت للإقامة بها، وكان محكومًا عليه بالنفي بتهمة الاشتراك في الثورة العرابية، وقام بالتدريس في المدرسة السلطانية ببيروت، وإلقاء دروسه التي جذبت طلبة العلم بأفكاره الجديدة، وكان الشيخ محمد عبده قد أعرض عن السياسة، وركز في التربية والتعليم.
وعلى الرغم من طول المدة التي مكثها محمد عبده في بيروت فإن الظروف لم تسمح لرشيد رضا بالانتقال إلى المدرسة السلطانية والاتصال به مباشرة، ثم التقى به مرتين في طرابلس حين جاء إلى زيارتها تلبية لدعوة كبار رجالها۔ وتوثقت الصلة بين الرجلين وازداد تعلق رشيد رضا بأستاذه.
حاول رشيد رضا الاتصال بجمال الدين الأفغاني والالتقاء به، لكن جهوده توقفت عند حدود تبادل الرسائل وإبداء الإعجاب وكان جمال الدين في الآستانة يعيش تحت رقابة الدولة حتى وفاته سنة (1314 هـ = 1897م) دون أن تتحقق أمنية رشيد رضا في رؤيته والتلمذة على يديه.

## رشيد رضا في القاهرة
لم يجد رشيد رضا مخرجًا له في العمل في ميدان أفسح للإصلاح سوى الهجرة إلى مصر والعمل مع محمد عبده تلميذ الأفغاني، فنزل الإسكندرية في مساء الجمعة (8 من رجب 1315 هـ = 3 من يناير 1898م)، وبعد أيام قضاها في زيارة بعض مدن الوجه البحري نزل القاهرة واتصل على الفور بمحمد عبده، وبدأت رحلة جديدة لرشيد رضا كانت أكثر إنتاجًا وتأثيرًا في تفكيره ومنهجه الإصلاحي. ودارت مناقشات طويلة بين الأمامين حول سياسة الصحف وأثرها في المجتمع وأقنع التلميذ شيخه بأن الهدف من إنشائه صحيفة هو التربية والتعليم ونقل الأفكار الصحيحة لمقاومة الجهل والخرافات والبدع وأنه مستعد للإنفاق عليها سنة أو سنتين دون انتظار ربح منها.

## مجلة المنار
صدر العدد الأول من مجلة المنار في (22 من شوال 1315 هـ = من مارس 1898م)، وحرص رشيد على تأكيد أن هدفه من المنار هو الإصلاح الديني والاجتماعي للأمة، وبيان أن الإسلام يتفق والعقل والعلم ومصالح البشر، وإبطال الشبهات الواردة على الإسلام وتفنيد ما يعزى إليه من الخرافات.
أفردت المجلة إلى جانب المقالات التي تعالج الإصلاح في ميادينه المختلفة بابًا لنشر تفسير الشيخ محمد عبده، إلى جانب باب لنشر الفتاوى والإجابة على ما يرد للمجلة من أسئلة في أمور اعتقادية وفقهية، وأفردت المنار أقسامًا لأخبار الأمم الإسلامية، والتعريف بأعلام الفكر والحكم والسياسة في العالم العربي والإسلامي، وتناول قضايا الحرية في المغرب والجزائر والشام والهند.
لم تكد تمضي خمسة سنواتٍ على صدور المجلة حتى أقبل عليها الناس وانتشرت انتشاراً واسعاً في العالم الإسلامي واشتهر اسم صاحبها حتى عُرف باسم رشيد رضا صاحب المنار،
وكان رشيد يحرر معظم مادة مجلته.

## منهجه في الإصلاح
كتب رشيد مئات المقالات والدراسات التي تهدف إلى إعداد الوسائل للنهوض بالأُمة وتقويتها وخص العلماء والحكام بتوجيهاته وغير ذلك قوله: «إذا رأيت الكذب والزور والرياء والنفاق والحقد والحسد وأشباهها من الرذائل فاشية في أمة، فاحكم على أمرائها وحكامها بالظلم والاستبداد وعلى علمائها ومرشديها بالبدع والفساد، والعكس بالعكس».
اقترح رشيد رضا لإزالة أسباب الفرقة بين المسلمين تأليف كتاب يضم جميع ما اتفقت عليه كلمة المسلمين بكل فرقهم في المسائل التي تتعلق بصحة الاعتقاد وتهذيب الأخلاق وإحسان العمل والابتعاد عن مسائل الخلاف بين الطوائف الإسلامية الكبرى كالشيعة، وإرسال نسخ بعد ذلك من الكتاب إلى جميع البلاد الإسلامية وحث الناس على دراستها والاعتماد عليها. كما طالب كذلك بتأليف كتب تهدف إلى توحيد الأحكام، حيث يقوم العلماء بوضع هذه الكتب على الأسس المتفق عليها في جميع المذاهب الإسلامية وبما يتفق مع متطلبات العصر، ثم تُعرض على سائر علماء المسلمين للاتفاق عليها والتعاون في نشرها وتطبيق أحكامها.

## التربية والتعليم
حدد «رشيد رضا» العلوم التي يجب إدخالها في ميدان التربية والتعليم لإصلاح شئون الناس، ودفعهم إلى مسايرة ركب العلم والعرفان، مثل: علم أصول الدين، علم فقه الحلال والحرام والعبادات، التاريخ، الجغرافيا، الاجتماع، الاقتصاد، التدبير المنزلي، حفظ الصحة، لغة البلاد، والخط.
كما أنشأ مدرسة دار الدعوة والإرشاد لتخريج الدعاة المدربين لنشر الدين الإسلامي، وجاء في مشروع تأسيس المدرسة أنها تختار طلابها من طلاب العلم الصالحين من الأقطار الإسلامية، ويُفضل من كانوا في حاجة شديدة إلى العلم كأهل جاوه والصين، وأن المدرسة ستكفل لطلابها جميع ما يحتاجون إليه من مسكن وغذاء، وأنها ستعتني بتدريس طلابها على التمسك بآداب الإسلام وأخلاقه وعبادته، كما تُعنى بتعليم التفسير والفقه والحديث، وسيُرسل الدعاة المتخرجون إلى أشد البلاد حاجة إلى الدعوة الإسلامية.
افتتحت المدرسة في ليلة الاحتفال بالمولد النبوي سنة (1330 هـ / 1912م) في مقرها في جزيرة الروضة بالقاهرة، وبدأت الدراسة في اليوم التالي للاحتفال، وكانت المدرسة تقبل في عداد طلبتها شباب المسلمين ممن تتراوح أعمارهم ما بين العشرين والخامسة والعشرين، على أن يكونوا قد حصلوا قدراً من التعليم يمكنهم من مواصلة الدراسة.
غير أن المدرسة كانت بحاجة إلى إعانات كبيرة ودعم قوي، وحاول رشيد رضا أن يستعين بالدولة العثمانية في إقامة مشروعه واستمراره لكنه لم يفلح، ثم جاءت الحرب العالمية لتقضي على هذا المشروع فتعطلت الدراسة في المدرسة ولم تفتح أبوابها مرة أخرى.

## مؤلفاته
رغم انشغاله بالمجلة التي أخذت معظم وقته، وهي بلا شك أعظم أعماله، فقد استمرت من سنة (1316هـ/1899م) إلى سنة (1354هـ/1935م)، واستغرقت ثلاثة وثلاثين مجلداً، ضمت 160 ألف صفحةً، فضلاً عن رحلاته التي قام بها إلى أوروبا والآستانة والهند والحجاز، ومشاركته في ميادين أخرى من ميادين العمل الإسلامي.
من أهم مؤلفاته «تفسير المنار» الذي استكمل فيه ما بدأه شيخه محمد عبده الذي توقف عند الآية (125) من سورة النساء، وواصل رشيد رضا تفسيره حتى بلغ سورة يوسف، وحالت وفاته دون إتمام تفسيره. وله أيضًا: الوحي المحمدي نداء للجنس اللطيف، وتاريخ الأستاذ الإمام والخلافة، السنة والشيعة، حقيقة الربا، مناسك الحج، الوهّابيون والحجاز.

## وفاة الشيخ
كان للشيخ رشيد روابط قوية بالمملكة العربية السعودية، فسافر بالسيارة إلى السويس لتوديع الأمير سعود بن عبد العزيز بن عبد الرحمن آل سعود وزوده بنصائحه، وعاد في اليوم نفسه، وكان قد سهر أكثر الليل، فلم يتحمل جسده الواهن مشقة الطريق، ورفض المبيت في السويس للراحة، وأصر على الرجوع، وكان طول الطريق يقرأ القرآن كعادته، ثم أصابه دوار من ارتجاج السيارة، وطلب من رفيقيه أن يستريح داخل السيارة، ثم لم تلبث أن توفي في يوم الخميس الموافق (23 من جمادى الأولى 1354 هـ /22 من أغسطس 1935م)، وكانت آخر عبارة قالها في تفسيره: «فنسأله تعالى أن يجعل لنا خير حظ منه بالموت على الإسلام».

## أعماله
- مجلة المنار
- تفسير المنار
- تاريخ الأستاذ الإمام، (الشيخ محمد عبده)
- الوحي المحمدي
- يسر الإسلام وأصول التشريع العام
- الخلافة
- الوهّابيون والحجاز
- محاورات المصلح والمقلد
- ذكرى المولد النبوي
- شبهات النصارى وحجج الإسلام
- نداء للجنس اللطيف
- السنة والشيعة
- حقيقة الربا
- مناسك الحج.
- حقوق النساء في الإسلام وحظهن من الإصلاح المحمدي العام

### معلومات المراجع الكاملة
- جميل عكاشة، رائد (2007). محمد رشيد رضا: جهوده الإصلاحية ومنهجه العلمي (ط. الأولى). جامعة آل البيت. مؤرشف من الأصل في 2020-09-12.
- رمضاني، محمد بن رمضان (2013). آراء محمد رشيد رضا في قضايا السنة النبوية من خلال مجلة النهار (دراسة تحليلية نقدية) (PDF). الرياض: مجلة البيان. ISBN:9786038101193. مؤرشف من الأصل (PDF) في 2020-09-12.
- رشيد رضا، محمد (1947). تفسير المنار. القاهرة: دار المنار.
- الشرباصي، أحمد عبده (1970). رشيد رضا: صاحب المنار، عصره وحياته ومصادر ثقافته. القاهرة: المجلس الأعلى للشؤون الإسلامية.
- العدوي، إبراهيم (2001). رشيد رضا الإمام المجاهد، سلسلة أعلام العرب (33) (PDF). القاهرة: المؤسسة المصرية العامة للتأليف والأنباء والنشر، الدار المصرية للتأليف والترجمة.
- Nurmuhammed, Muhammed Emin (2019). محمد رشيد رضا وتفسيره المنار (بحث تحليلي) (بالإنجليزية). İslami İlimler Dergisi. Archived from the original on 2020-03-07.
- رشيد رضا: الإصلاح يبدأ بالصحافة والتعليم
- المنار: من رضا إلى البنا
- محمد عبده رائد الإصلاح في العصر الحديث
- أنور الجندي – أعلام وأصحاب أقلام – دار نهضة مصر للطبع والنشر – القاهرة – بدون تاريخ.

## وصلات خارجية
- محمد رشيد رضا على موقع أرشيف الشارخ.
- رشيد رضا رائد مدرسة التفسير والإصلاح
- موقع بلدة القلمون في لبنان
- ترجمته في مدونة نور الإسلام